# Intendencia de Huamanga
La intendencia de Huamanga (en su tiempo Guamanga) fue el nombre con que informalmente se conoció a la provincia de Guamanga, una de las divisiones administrativas de la Corona española en el Virreinato del Perú. El gobernador intendente de Guamanga tenía competencia en las materias de justicia (subordinado a la Real Audiencia de Lima), hacienda (asuntos fiscales y de gastos públicos, subordinado al virrey del Perú), guerra (subordinado al virrey) y policía (fomento de la economía). Eclesiásticamente la provincia formaba parte del Obispado de Huamanga, sufráneo del Arzobispado de Lima. Fue creada en 1784 y subsistió hasta 1824, año en que desapareció el Virreinato del Perú y pasó a constituir el Departamento de Ayacucho dentro de la República del Perú. 
Los subdelegados partidarios tenían las mismas atribuciones que el gobernador intendente dentro de su jurisdicción.

## Antecedentes
La Villa de San Juan de la Frontera de Guamanga fue fundada por el gobernador Francisco Pizarro el 29 de enero de 1539, acompañándolo en esta oportunidad el factor Illán Suárez de Carvajal y el clérigo Garci Díaz, futuro obispo de Quito. La fundó con veinticuatro vecinos y cuarenta moradores, a los cuales dejó con Francisco de Cárdenas por teniente gobernador, si bien el cargo se concedió luego a Vasco de Guevara, lo que ocasionó el retiro voluntario del primero antes de que se presentara el segundo a tomar posesión del puesto.
El 25 de abril de 1540 Guamanga fue trasladada a un nuevo asiento con el nombre de San Juan de la Frontera de Guamanga (tal como aparece en el libro segundo de Cabildo de la Villa de San Juan de la Frontera de Guamanga), actual ciudad de Ayacucho.
En 1565 fueron creados los corregimientos en el Virreinato del Perú, correspondiendo a la jurisdicción del Obispado de Guamanga 9 corregimientos: Guamanga, Huanta, Vilcas Huamán, Andahuaylas, Huancavelica, Angaraes, Castro Virreina, Parinacochas y Lucanas.

## La intendencia
La intendencia fue establecida en 1784 durante el gobierno del virrey Teodoro de Croix, sobre la base de una parte del obispado de Guamanga.
El sistema de intendencias fue establecido en el Virreinato del Perú mediante la orden real de 5 de agosto de 1783, siendo aplicada la Real Ordenanza de Intendentes del 28 de enero de 1782. El primer intendente de Huamanga fue el contador mayor del Tribunal de Cuentas Nicolás Manrique de Lara, quien asumió en 1784, nombrado por el virrey a propuesta del visitador general Jorge Escobedo y Alarcón y aprobado por el rey el 24 de enero de 1785.
El 8 de noviembre de 1820 el general Juan Antonio Álvarez de Arenales, enviado por José de San Martín comandando la Expedición a la Sierra, proclamó en el cabildo de la ciudad la Independencia de Huamanga.
En 1821 fue proclamada la independencia del Perú, transformándose la intendencia en el Departamento de Ayacucho durante el gobierno provisorio del general San Martín, por ley del 26 de abril de 1822, aunque el territorio de la intendencia permaneció en manos realistas -en su mayoría, indígenas y mestizos-.
El 17 de diciembre de 1821 la villa de Cangallo fue incendiada y completamente destruida por orden del general José Carratalá. El 11 de enero de 1822 el virrey La Serna nombró a la doctrina de Pomabamba como capital del Partido de Vilcashuamán en reemplazo de Cangallo. 
El 9 de diciembre de 1824 las tropas realistas son derrotadas en la batalla de Ayacucho, capitulando el virrey La Serna, pero la Real Audiencia del Cuzco desconoció esa capitulación y nombró a Pío Tristán, quien se hallaba en Arequipa, como virrey del Perú el 24 de diciembre de 1824, pero éste renunció.
El 15 de febrero de 1825 Simón Bolívar puso fin a la Intendencia de Guamanga, creando el Departamento de Ayacucho.

## Intendentes
- Nicolás Manrique de Lara (1784-85)
- José Menéndez Escalada (1785-99)
- Demetrio O´Higgins (1799-1812)
- Manuel Quimper (1816-19)
- Francisco José de Recavarren (1819-20)

## Partidos
Las siete intendencias originales del virreinato peruano se dividieron en 55 partidos, los cuales comprendían 483 doctrinas o parroquias y 977 anexos. La distribución por intendencia era la siguiente: Lima 9 partidos, Trujillo 7, Arequipa 8, Tarma 9, Huancavelica 4, Huamanga 7 y Cuzco 11.
La Intendencia de Huamanga comprendía 50 doctrinas, 1 ciudad y 134 pueblos.
| Partido      | Cabecera                            |
| ------------ | ----------------------------------- |
| Huamanga     | San Juan de la Frontera de Huamanga |
| Huanta       | Huanta                              |
| Andahuaylas  | Andahuaylas                         |
| Lucanas      | Villa de San Juan                   |
| Parinacochas | Pausa                               |
| Anco         | Anco                                |
| Cangallo     | Cangallo                            |